# AFC Challenge Cup 2010
L'AFC Challenge Cup 2010 è stata la terza edizione dell'AFC Challenge Cup. Si è giocata nello Sri Lanka tra il 16 e il 27 febbraio ed è stata vinta dalla Corea del Nord, favorita alla vigilia in quanto già qualificatasi per il Mondiale di Sud Africa 2010.
I campioni uscenti dell'India, vincitori delle prime due edizioni, hanno partecipato al torneo con la rappresentativa Under 23, in modo da potersi preparare al meglio per i successivi Giochi Asiatici.

## Qualificazioni
Alle qualificate d'ufficio Corea del Nord, India e Tajikistan, si sono aggiunte, dopo la prima fase a gironi, Kirghizistan, Myanmar, Sri Lanka e Turkmenistan, raggiunte dal Bangladesh, vincitore del girone composto dalle seconde classificate della prima fase.

## Fase finale
Le otto finaliste sono state divise in due gruppi, con le prime due qualificate per le semifinali. Tutte le partite sono state giocate a Colombo, negli stadi Sugathadasa e CR & FC Grounds.

### Gruppo A
| Squadra    | G | V | N | P | GF | GS | DR | Pts |
| ---------- | - | - | - | - | -- | -- | -- | --- |
| Tagikistan | 3 | 2 | 0 | 1 | 7  | 3  | +4 | 6   |
| Myanmar    | 3 | 2 | 0 | 1 | 6  | 4  | +2 | 6   |
| Sri Lanka  | 3 | 1 | 0 | 2 | 4  | 7  | -3 | 3   |
| Bangladesh | 3 | 1 | 0 | 2 | 3  | 6  | −3 | 3   |

| Arbitro: | Hajime Matsuo (Giappone) |

|              |           |              |
| Yusuf Rabiev | Marcatori | Enamul Hoque |

| Arbitro: | Alireza Faghani (Iran) |

|                                                           |           |  |
| Kyaw Thi Ha 39’ Yan Paing 71’ Pai Soe 81’ Myo Min Tun 87’ | Marcatori |  |

| Arbitro: | Tan Hai (Cina) |

|                   |           |                 |
| Philip Dalpethado | Marcatori | Ibrahim Rabimov |

| Arbitro: | Mukhtar Al-Yarimi (Yemen) |

|                        |           |                             |
| Mohammed Zahid Hossain | Marcatori | 16’ Tun Tun Win 32’ Pai Soe |

| Arbitro: | Nawaf Abdulla Ghayyath (Bahrain) |

|                 |           |  |
| Ibrahim Rabimov | Marcatori |  |

| Arbitro: | Chaiya Alee Mahapab (Thailandia) |

|               |           |  |
| Mohammed Kaiz | Marcatori |  |

### Gruppo B
| Squadra        | G | V | N | P | GF | GS | DR | Pts |
| -------------- | - | - | - | - | -- | -- | -- | --- |
| Corea del Nord | 3 | 2 | 1 | 0 | 8  | 1  | +7 | 7   |
| Turkmenistan   | 3 | 2 | 1 | 0 | 3  | 1  | +2 | 7   |
| Kirghizistan   | 3 | 1 | 0 | 2 | 2  | 6  | −4 | 3   |
| India          | 3 | 0 | 0 | 3 | 1  | 6  | −5 | 0   |

| Arbitro: | Nawaf Abdulla Ghayyath (Bahrain) |

|                      |           |                                  |
| D. Franco 58’ (rig.) | Marcatori | I. 15’ Amirov A. 32’ Zemlianuhin |

| Arbitro: | Chaiya Alee Mahapab (Thailandia) |

|                   |           |                     |
| Ryang Yong-Gi 51’ | Marcatori | Mämmedaly Garadanow |

| Arbitro: | Andre El Haddad (Libano) |

|  |           |                                                                       |
|  | Marcatori | 29’, 47’ Pak Song-CholKwang-Ryong 65’ Choe Myong-Ho 68’ Ri Chol-Myong |

| Arbitro: | Hajime Matsuo (Giappone) |

|                      |           |  |
| Garadanow 24’ (rig.) | Marcatori |  |

| Arbitro: | Tan Hai (Cina) |

|  |           |                                          |
|  | Marcatori | 36’, 72’ Ryang Yong-Gi 57’ Choe Chol-Man |

| Arbitro: | Andre El Haddad (Libano) |

|                  |           |  |
| Begli Nurmyradow | Marcatori |  |

### Semifinali
| Arbitro: | Alireza Faghani (Iran) |

|  |           |                       |
|  | Marcatori | 33’ Amanow 42’ Urazow |

| Arbitro: | Mukhtar Al-Yarimi (Yemen) |

|                                                                              |           |  |
| Choe Myong-Ho 6’ Choe Chol-Man 12’, 73’ Pak Song-Chol 13’ Kim Seong-Yong 85’ | Marcatori |  |

### Finale 3º posto
| Arbitro: | Andre El Haddad (Libano) |

|             |           |  |
| Hakimov 11’ | Marcatori |  |

### Finale
| Arbitro: | Alireza Faghani |

|                                                      |                      |                                                                                   |
| Öwekow Garadanow Şamyradow Rejepow Nurmyradow Amanow | Tiri di rigore 4 – 5 | Pak Song-Chol Ryang Yong-Gi Chae Tu-yong Pak Yong-jin Ri Chol-Myong Ri Kwang-Hyok |

### Premi personali
| Fair Play      | Cannoniere    | Miglior giocatore |
| -------------- | ------------- | ----------------- |
| Corea del Nord | Ryang Yong-Gi | Ryang Yong-Gi     |